# Futbol'nyj Klub SKA-Chabarovsk 2016-2017
Questa voce raccoglie le informazioni riguardanti il Futbol'nyj Klub SKA-Chabarovsk nelle competizioni ufficiali della stagione 2016-2017.

## Stagione
All'inizio della stagione ha cambiato denominazione in SKA-Chabarovsk. Nella stagione 2016-2017 il FK SKA-Chabarovsk ha disputato la Pervenstvo Futbol'noj Nacional'noj Ligi (PFNL), seconda serie del campionato russo di calcio, terminando il torneo al quarto posto con 59 punti conquistati in 38 giornate, frutto di 15 vittorie, 14 pareggi e 9 sconfitte, qualificandosi ai play-off promozione. Nei play-off ha affrontato l'Orenburg, tredicesimo classificato in Prem'er-Liga: sia la gara di andata sia la gara di ritorno si sono concluse sul punteggio di 0-0, con lo SKA-Chabarovsk vittorioso dopo i tiri di rigore. Grazie a questo successo ha conquistato la promozione in Prem'er-Liga per la prima volta nella sua storia sportiva. In Coppa di Russia è sceso in campo dai sedicesimi di finale, eliminando lo Spartak Mosca, per poi essere eliminato negli ottavi di finale dal Rubin Kazan' dopo i tempi supplementari.

## Rosa
| N. |                     | Ruolo | Calciatore          |
| -- | ------------------- | ----- | ------------------- |
| 1  | Russia (bandiera)   | P     | Aleksandr Dovbnja   |
| 2  | Russia (bandiera)   | D     | Anton Kupčin        |
| 3  | Russia (bandiera)   | D     | Ismail Ediev        |
| 4  | Russia (bandiera)   | C     | Maksim Astaf'ev     |
| 5  | Russia (bandiera)   | D     | Sergej Nesterenko   |
| 6  | Russia (bandiera)   | C     | Pavel Karasëv       |
| 7  | Russia (bandiera)   | C     | Adlan Katsaev       |
| 8  | Russia (bandiera)   | C     | Artëm Voronkin      |
| 9  | Armenia (bandiera)  | C     | Ruslan Korjan       |
| 10 | Russia (bandiera)   | A     | Vladislav Nikiforov |
| 11 | Russia (bandiera)   | A     | Eduard Bulija       |
| 13 | Russia (bandiera)   | C     | Aleksandr Dimidko   |
| 15 | Lituania (bandiera) | D     | Tomas Mikuckis      |
| 17 | Russia (bandiera)   | C     | Aleksandr Verulidze |
| 19 | Russia (bandiera)   | C     | Vasilij Plëtin      |

| N. |                      | Ruolo | Calciatore           |
| -- | -------------------- | ----- | -------------------- |
| 20 | Russia (bandiera)    | A     | Nikita D'jačenko     |
| 22 | Russia (bandiera)    | A     | Anton Kobjalko       |
| 23 | Argentina (bandiera) | A     | Juan Eduardo Lescano |
| 26 | Russia (bandiera)    | C     | Aleksandr Čerevko    |
| 29 | Russia (bandiera)    | P     | Vladislav Soromytjko |
| 30 | Russia (bandiera)    | C     | Aleksej Druzin       |
| 33 | Russia (bandiera)    | D     | Igor' Udalyj         |
| 35 | Russia (bandiera)    | C     | Artur Rylov          |
| 55 | Russia (bandiera)    | P     | Aleksandr Krivoručko |
| 59 | Russia (bandiera)    | D     | Andrej Ivanov        |
| 69 | Ucraina (bandiera)   | C     | Denys Dedečko        |
| 77 | Russia (bandiera)    | D     | David Ozmanov        |
| 78 | Russia (bandiera)    | C     | Nikolaj Kalinskij    |
| 87 | Russia (bandiera)    | C     | Maksim Kazankov      |
| 88 | Russia (bandiera)    | C     | Andrej Kireev        |

## Risultati

### Pervenstvo Futbol'noj Nacional'noj Ligi
| Tambov 11 luglio 2016 1ª giornata | Tambov | 3 – 1 referto | SKA-Chabarovsk | Stadio centrale Spartak |

| Nižnekamsk 16 luglio 2016 2ª giornata | Neftechimik | 0 – 0 referto | SKA-Chabarovsk | Stadio Neftechimik |

| Chabarovsk 23 luglio 2016 3ª giornata | SKA-Chabarovsk | 1 – 1 referto | Chimki | Stadion SKA DVO im. V. I. Lenina |

| Novosibirsk 27 luglio 2016 4ª giornata | Sibir' | 0 – 0 referto | SKA-Chabarovsk | Spartak Stadium |

| Chabarovsk 31 luglio 2016 5ª giornata | SKA-Chabarovsk | 1 – 3 referto | Mordovija | Stadion SKA DVO im. V. I. Lenina |

| Krasnodar 6 agosto 2016 6ª giornata | Kuban' | 0 – 2 referto | SKA-Chabarovsk | Stadio Kuban' |

| Chabarovsk 13 agosto 2016 7ª giornata | SKA-Chabarovsk | 1 – 1 referto | Fakel Voronež | Stadion SKA DVO im. V. I. Lenina |

| Saratov 17 agosto 2016 8ª giornata | Sokol Saratov | 2 – 3 referto | SKA-Chabarovsk | Stadio Lokomotiv |

| Chabarovsk 21 agosto 2016 9ª giornata | SKA-Chabarovsk | 0 – 0 referto | Šinnik | Stadion SKA DVO im. V. I. Lenina |

| Čeljabinsk 28 agosto 2016 10ª giornata | Tjumen' | 1 – 3 referto | SKA-Chabarovsk | Stadio Centrale |

| Chabarovsk 3 settembre 2016 11ª giornata | SKA-Chabarovsk | 1 – 0 referto | Enisej | Stadion SKA DVO im. V. I. Lenina |

| Chimki 10 settembre 2016 12ª giornata | Dinamo Mosca | 3 – 2 referto | SKA-Chabarovsk | Arena Chimki |

| Chabarovsk 17 settembre 2016 13ª giornata | SKA-Chabarovsk | 1 – 0 referto | Baltika | Stadion SKA DVO im. V. I. Lenina |

| San Pietroburgo 26 settembre 2016 14ª giornata | Zenit-2 | 1 – 1 referto | SKA-Chabarovsk | SK Petrovskij (MSA) |

| Chabarovsk 2 ottobre 2016 15ª giornata | SKA-Chabarovsk | 2 – 1 referto | Volgar' Astrachan' | Stadion SKA DVO im. V. I. Lenina |

| Nal'čik 8 ottobre 2016 16ª giornata | Spartak-Nal'čik | 1 – 1 referto | SKA-Chabarovsk | Respublikanskij stadion Spartak |

| Chabarovsk 15 ottobre 2016 17ª giornata | SKA-Chabarovsk | 0 – 1 referto | Luč-Ėnergija | Stadion SKA DVO im. V. I. Lenina |

| Mosca 22 ottobre 2016 18ª giornata | Spartak-2 Mosca | 2 – 0 referto | SKA-Chabarovsk | CUSK Spartak |

| Chabarovsk 30 ottobre 2016 19ª giornata | SKA-Chabarovsk | 1 – 0 referto | Tosno | Stadion SKA DVO im. V. I. Lenina |

| Chabarovsk 5 novembre 2016 20ª giornata | SKA-Chabarovsk | 1 – 0 referto | Neftechimik | Stadion SKA DVO im. V. I. Lenina |

| Chimki 9 novembre 2016 21ª giornata | Chimki | 0 – 0 referto | SKA-Chabarovsk | Stadio Rodina |

| Chabarovsk 13 novembre 2016 22ª giornata | SKA-Chabarovsk | 2 – 0 referto | Sibir' | Stadion SKA DVO im. V. I. Lenina |

| Saransk 19 novembre 2016 23ª giornata | Mordovija | 0 – 2 referto | SKA-Chabarovsk | Start Stadion |

| Chabarovsk 26 novembre 2016 24ª giornata | SKA-Chabarovsk | 5 – 0 referto | Kuban' | Stadion SKA DVO im. V. I. Lenina |

| Voronež 8 marzo 2017 25ª giornata | Fakel Voronež | 0 – 0 referto | SKA-Chabarovsk | Central'nyj stadion profsojuzov |

| Chabarovsk 12 marzo 2017 26ª giornata | SKA-Chabarovsk | 1 – 1 referto | Sokol Saratov | Stadion SKA DVO im. V. I. Lenina |

| Jaroslavl' 19 marzo 2017 27ª giornata | Šinnik | 1 – 0 referto | SKA-Chabarovsk | Stadio Šinnik |

| Chabarovsk 26 marzo 2017 28ª giornata | SKA-Chabarovsk | 1 – 0 referto | Tjumen' | Stadion SKA DVO im. V. I. Lenina |

| Krasnojarsk 1º aprile 2017 29ª giornata | Enisej | 3 – 1 referto | SKA-Chabarovsk | Manež Futbol-Arena Enisej |

| Chabarovsk 8 aprile 2017 30ª giornata | SKA-Chabarovsk | 2 – 3 referto | Dinamo Mosca | Stadion SKA DVO im. V. I. Lenina |

| Kaliningrad 12 aprile 2017 31ª giornata | Baltika | 0 – 0 referto | SKA-Chabarovsk | Stadio Baltika |

| Chabarovsk 17 aprile 2017 32ª giornata | SKA-Chabarovsk | 1 – 0 referto | Zenit-2 | Stadion SKA DVO im. V. I. Lenina |

| Astrachan' 23 aprile 2017 33ª giornata | Volgar' Astrachan' | 0 – 0 referto | SKA-Chabarovsk | Stadio Centrale |

| Chabarovsk 29 aprile 2017 34ª giornata | SKA-Chabarovsk | 0 – 0 referto | Spartak-Nal'čik | Stadion SKA DVO im. V. I. Lenina |

| Vladivostok 6 maggio 2017 35ª giornata | Luč-Ėnergija | 0 – 2 referto | SKA-Chabarovsk | Stadio Dinamo |

| Chabarovsk 10 maggio 2017 36ª giornata | SKA-Chabarovsk | 3 – 0 referto | Spartak-2 Mosca | Stadion SKA DVO im. V. I. Lenina |

| Velikij Novgorod 14 maggio 2017 37ª giornata | Tosno | 3 – 1 referto | SKA-Chabarovsk | Stadion Ėlektron |

| Chabarovsk 20 maggio 2017 38ª giornata | SKA-Chabarovsk | 2 – 2 referto | Tambov | Stadion SKA DVO im. V. I. Lenina |

#### Play-out
| Chabarovsk 25 maggio 2017 Play-out - Andata | SKA-Chabarovsk | 0 – 0 referto | Gazovik Orenburg | Stadion SKA DVO im. V. I. Lenina |

| Orenburg 28 maggio 2017 Play-out - Ritorno   | Gazovik Orenburg     | 0 – 0 (d.t.s.) referto | SKA-Chabarovsk | Stadio Gazovik |
| \| \| \| \| \| \| Tiri di rigore 3 – 5 \| \| |                      |                        |                |                |
|                                              |                      |                        |                |                |
|                                              | Tiri di rigore 3 – 5 |                        |                |                |

### Kubok Rossii
| Južno-Sachalinsk 24 agosto 2016 Quarto turno | Sachalin | 1 – 2 referto | SKA-Chabarovsk | Spartak Stadium |

| Chabarovsk 21 settembre 2016 Sedicesimi di finale | SKA-Chabarovsk | 1 – 0 referto | Spartak Mosca | Stadion SKA DVO im. V. I. Lenina |

| Kazan' 26 ottobre 2016 Ottavi di finale | Rubin | 1 – 0 (d.t.s.) referto | SKA-Chabarovsk | Kazan Arena |

## Statistiche

### Statistiche di squadra
| Competizione    | Punti | In casa | In casa | In casa | In casa | In casa | In casa | In trasferta | In trasferta | In trasferta | In trasferta | In trasferta | In trasferta | Totale | Totale | Totale | Totale | Totale | Totale | DR  |
| Competizione    | Punti | G       | V       | N       | P       | Gf      | Gs      | G            | V            | N            | P            | Gf           | Gs           | G      | V      | N      | P      | Gf     | Gs     | DR  |
| --------------- | ----- | ------- | ------- | ------- | ------- | ------- | ------- | ------------ | ------------ | ------------ | ------------ | ------------ | ------------ | ------ | ------ | ------ | ------ | ------ | ------ | --- |
| PFNL            | 59    | 19      | 10      | 6       | 3       | 26      | 13      | 19           | 5            | 8            | 6            | 19           | 20           | 38     | 15     | 14     | 9      | 45     | 33     | +12 |
| PFNL - play-off | -     | 1       | 0       | 1       | 0       | 0       | 0       | 1            | 0            | 1            | 0            | 0            | 0            | 2      | 0      | 2      | 0      | 0      | 0      | 0   |
| Kubok Rossii    | -     | 1       | 1       | 0       | 0       | 1       | 0       | 1            | 0            | 0            | 1            | 0            | 1            | 2      | 1      | 0      | 1      | 1      | 1      | 0   |
| Totale          | -     | 21      | 11      | 7       | 3       | 27      | 13      | 21           | 5            | 9            | 7            | 19           | 21           | 42     | 16     | 16     | 10     | 46     | 34     | +12 |